# Дворац Херцл
Дворац Херцл се налази у Врбасу, у Јужнобачком округу. Дворац је саградила велепоседничка породица Херцл, половином 19. века као кућу за становање.Данас се у здању налази Геронтолошки центар Врбас.

## Локација
Дворац Херцл се налази у улици Маршала Тита на броју 34 у средишњем делу Врбаса.

## Историја
Дворац је саградила велепоседничка породица Херцл, као репрезентативну кућу за становање, половином 19 века. Последњи власник дворца је био Доктор Херцл, који је један део дворца адаптирао као санаторијум.
Хирург Херцл је у дворцу живео и радио до Другог светског рата када му се губи сваки траг. После Другог светског рата у дворцу је било смештено породилиште општине Врбас. Након грађанског рата у бившој Југославији у дворцу су биле смештене избеглице из ратом захваћених подручја.

## О дворцу
Дворац је грађен као слободно стојећи спратни објекат у парку. Објекат покрива масивно мансардно кровиште са кровним прозорским отворима. Фронтално гледано са леве стране дворца се налази кућа за послугу, која је након Другог светског рата одвојена оградом од дворца.

## Дворац данас
Последњих година зграда је реновирана и адаптирана за потребе Геронтолошког центра. Геронтолошки центар Врбас је установа основана крајем 2003. године.
Зграда је више пута адаптирана за различите намене али није изгубила основну концепцију, а моћно кровиште са кулом осматрачницом је остало аутентично.